# Genitivo
Il genitivo è un caso della declinazione di diverse lingue indoeuropee, antiche e moderne. Esso viene normalmente usato per esprimere una specificazione, più precisamente un possesso: ad esempio, nella frase "il libro di Luigi è intrigante", la parte in corsivo verrebbe espressa con il genitivo.
Come anche gli altri casi, esso spesso non è utilizzato da solo (per esprimere possesso), ma anche in correlazione a determinate preposizioni per esprimere i vari complementi. Sono degli esempi il tedesco "Während des ersten Weltkrieges" (durante la Prima guerra mondiale, preposizione "während") e il russo "Некоторые из них" (Alcuni di loro, complemento partitivo introdotto dalla preposizione "из"), o "До Москвы" (Fino a Mosca, complemento di moto a luogo 
introdotto da "До").

## Esempi di utilizzo del caso genitivo
- In latino, oltre che per il complemento di specificazione, il genitivo è usato per il complemento di colpa e di pena ("accusare di tradimento"), e per il complemento di stima e prezzo ("stimo molto Gaio"). Ancora oggi il genitivo latino viene usato in astronomia per indicare la costellazione cui appartiene una stella, come in Alpha Centauri. Nella prassi lessicografica, e, più in generale, nello studio della lingua, il genitivo è normalmente indicato a fianco del nominativo per evidenziare a quale declinazione appartiene il nome (come in rosa, rosae, abbreviabile in rosa, -ae). Inoltre, il caso genitivo è differente dal caso locativo e, anche se quest’ultimo presenta le stesse desinenze della prima e della seconda declinazione con quelle del genitivo, si tratta di un caso particolare per esprimere lo stato in luogo dei nomi singolari di città e di piccola isola. Ad esempio: Romae significa “a Roma” e Brundisii significa “a Brindisi”.

- In italiano, come in genere nelle lingue romanze, non sono rimaste tracce di genitivo, a differenza ad esempio delle lingue di ceppo slavo.
- In tedesco il genitivo ha una forma specifica in alcune istanze (declinazione dell'aggettivo, e nomi maschili e neutri singolari), e può venire usato dopo le preposizioni "anstatt" o "statt" (al posto di), "längs" (lungo), "wegen" (a causa di), "während" (durante) e "trotz" (nonostante), le ultime tre nelle forme arcaiche o nell'uso familiare appaiono talvolta col dativo;
- In inglese il genitivo non è generalmente utilizzato, se non nella forma possessiva chiamata talvolta genitivo sassone: "il libro di John" viene reso come "John's book". Nel caso la parola termini con "s", il genitivo sassone spesso appare come un semplice apostrofo; "la musica dei Beatles" è "the Beatles' music"; come relitto esiste inoltre la forma whose, genitivo del pronome who.
- Nelle lingue slave il genitivo, oltre ad avere funzione di specificazione, è usato, anche, come corrispondente italiano del partitivo ("vorrei dell'acqua"), nonché dopo i numerali.